# چک افریقایی
 چک افریقایی (نام علمی: Saxicola torquatus) یک گونه پرنده از تیرهٔ چک در راستهٔ گنجشک‌سانان است که ۱۳ تا ۱۷ زیرگونه دارد و مقیم آفریقای زیر صحرا و مناطق مجاور آن است.
در گذشته Saxicola torquatus معمولاً به همهٔ انواع بالاگونهٔ چک معمولی اشاره داشت و برخی منابع هنوز همینگونه طبقه‌بندی می‌کنند.
این پرنده گسترهٔ پراکنده‌ای در آفریقای زیر صحرا دارد که از شمال تا سنگال و اتیوپی نیز می‌رسد. جمعیت‌هایی از آن در کوه های جنوب غربی شبه‌جزیره عربستان و ماداگاسکار و کومور یافت شده‌اند. این پرنده کوچنده نیست.
در گذشته، چک افریقایی و چک اروپایی و چک سیبری با هم به عنوان چک معمولی و با نام علمی Saxicola torquatus در نظر گرفته می‌شدند. اما بررسی‌های جدید با استفاده از شواهد انگشت‌نگاری دی‌ان‌ای میتوکندریایی cytochrome b توالی اسید نوکلئیک و دی‌ان‌ای هسته‌ای میکروستلایت، قویاً از جدایی آنها به گونه‌های متمایز حمایت می‌کند.

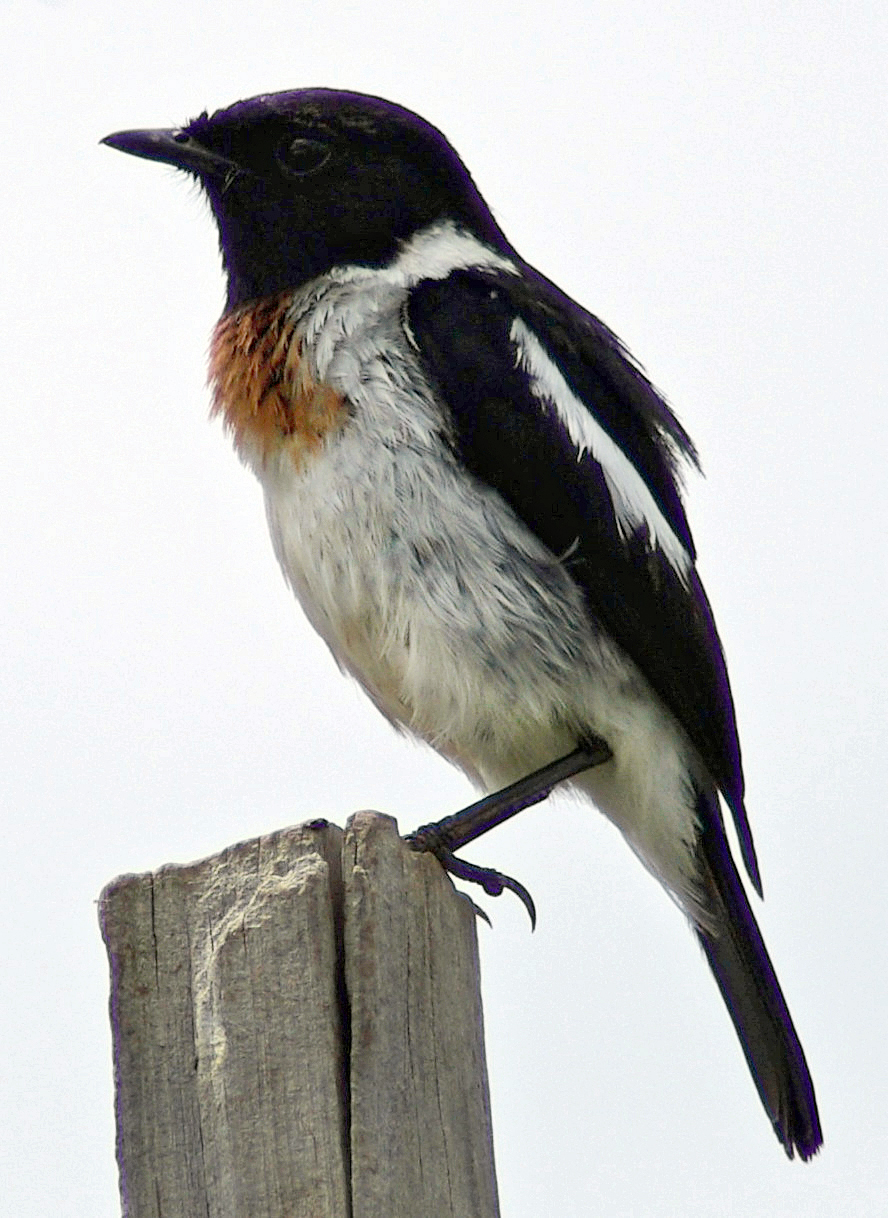
نر بالغ زیرگونهٔ S. t. axillaris در کنیا